# مقاطعة إيفانو فرانكيفسك
مقاطعة إيفانو فرانكيفسك (الأوكرانية: Івано-Франківська область) هي مقاطعة تقع في غرب أوكرانيا. مركزها الإداري هو مدينة إيفانو فرانكوفسك.

## التسمية
من عام 1918 حتى عام 1939 كانت تسمى ستانيسلاف وعادت الحكومة السوفيتية إلى عنوان ستانيسلاف النمساوي، وفي عام 9 نوفمبر 1962 بمناسبة الذكرى ال300 للمدينة أعيدت تسمية ايفانو فرانكوفسك تكريمًا للكاتب الشهير إيفان فرانكو.

## الديانة
الغالبية العظمى من السكان من المسيحيين الكاثوليكيين. ثاني أكبر ديانة أو طائفة في المدينة هي الأرثوذكسية والكنيسة الأرثوذكسية الأوكرانية (بطريركية موسكو) والكنيسة الأوكرانية الأرثوذكسية المستقلة. تنتمي إلى كنيسة الروم الكاثوليك. في المدينة أيضا هناك مجتمعات المسيحيين ينتمون إلى مختلف الطوائف البروتستانتية.

## الجغرافيا
تقع مقاطعة إيفانو فرانكيفسك في الجنوب الغربي لأوكرانيا، يحدها شمالا مقاطعة لفيف، وجنوبا مقاطعة مارامريس (رومانيا) ومقاطعة تشيرنيفتسي في الجنوب الشرقي، أما شرقا فيحدها مقاطعة تيرنوبل، وغربًا مقاطعة زاكارباتيا،
تقدر مساحتها حوالي 13,900 كم²، حوالي 2.3٪ من المساحة الإجمالية لأوكرانيا.

## وصلات خارجية
- الموقع الرسمي لمقاطعة إيفانو فرانكيفسك